# سنت‌لاسلو
سِنت‌لاسلو (به مجاری:  Szentlászló) یک منطقهٔ مسکونی در مجارستان است که در ناحیه سیگت‌وار واقع شده‌است. سنت‌لاسلو ۸۵۰ نفر جمعیت دارد.